# Fransu
Fransu település Franciaországban, Somme megyében. Lakosainak száma 191 fő (2022. január 1.). Fransu Beaumetz, Domqueur, Franqueville, Mesnil-Domqueur és Ribeaucourt községekkel határos.

## Népesség
A település népességének változása:
| Lakosok száma | 154  | 164  | 171  | 176  | 178  | 181  | 183  | 188  | 191  |
|               | 2013 | 2015 | 2016 | 2017 | 2018 | 2019 | 2020 | 2021 | 2022 |